# Brain Drain (jeu vidéo)
Cet article concerne le jeu vidéo. Pour la traduction française de l'expression, voir Fuite des cerveaux. Pour l'album des Ramones, voir Brain Drain.
Brain Drain est un jeu vidéo de réflexion développé par Visual Impact et édité par Acclaim en Amérique du Nord et par Bandai en Europe, sorti en 1998 sur Game Boy.
Le jeu a fait l'objet d'un remake sur Wii et Nintendo DS en 2010.

## Accueil
- Jeuxvideo.com : 12/20[1]